# ساراسوتا
ساراسوتا (بالإنجليزية: Sarasota)‏ هي مدينة أمريكية تقع في ولاية فلوريدا. تبلغ مساحة هذه المدينة 67.2 (كم²)،ويبلغ عدد سكانها 52578 نسمة حسب إحصاء سنة 2010 م 52578.تشير إحصاءات سنة 2000م بأن الكثافة السكانية في هذه المدينة تقدر بـ(1366.7) نسمة/كم2 

## التركيبة السكانية
حدّد مكتب تعداد الولايات المتحدة بيانات التركيبة السكانية لساراسوتا في تعداد الولايات المتحدة. في ما يلي، التركيبة السكانية حسب تعدادي 2000 و2010.

### تعداد عام 2000
بلغ عدد سكان ساراسوتا 52,715 نسمة بحسب تعداد عام 2000، وبلغ عدد الأسر 23,427 أسرة وعدد العائلات 12,076 عائلة مقيمة في المدينة. في حين سجلت الكثافة السكانية 844.3 نسمة لكل كيلومتر مربع (2,186.7/ميل2). وبلغ عدد الوحدات السكنية 26,898 وحدة بمتوسط كثافة قدره 430.8 لكل كيلومتر مربع (1,115.8/ميل2).
وتوزع التركيب العرقي للمدينة بنسبة 76.91% من البيض و16.02% من الأمريكيين الأفارقة و0.35% من الأمريكيين الأصليين و1.02% من الأمريكيين ذوي الأصول الآسيوية و0.05% من سكان جزر المحيط الهادئ و3.74% من الأعراق الأخرى و1.91% من عرقين مختلطين أو أكثر و11.92% من الهسبانيون أو اللاتينيون من أي عرق.
بلغ عدد الأسر 23,427 أسرة كانت نسبة 22.6% منها لديها أطفال تحت سن الثامنة عشر تعيش معهم، وبلغت نسبة الأزواج القاطنين مع بعضهم البعض 35.3% من أصل المجموع الكلي للأسر، ونسبة 12.3% من الأسر كان لديها معيلات من الإناث دون وجود شريك، بينما كانت نسبة 3.9% من الأسر لديها معيلون من الذكور دون وجود شريكة وكانت نسبة 48.5% من غير العائلات. تألفت نسبة 38.3% من أصل جميع الأسر من عدة أفراد يعيشون في نفس المنزل ونسبة 16.3% كانت تتألف من شخص يعيش بمفرده يبلغ من العمر 65 عاماً أو أكثر. وبلغ متوسط حجم الأسرة المعيشية 2.12، أما متوسط حجم العائلات فبلغ 2.81.
بلغ العمر الوسطي للسكان 41.1 عاماً. وكانت نسبة 18.3% من القاطنين تحت سن الثامنة عشر، وكانت نسبة 7.6% بين الثامنة عشر والرابعة والعشرين عاماً، ونسبة 26.4% كانت واقعةً في الفئة العمرية ما بين الخامسة والعشرين والرابعة والأربعين عاماً، ونسبة 21.8% كانت ما بين الخامسة والأربعين والرابعة والستين، ونسبة 20% كانت ضمن فئة الخامسة والستين عاماً فما فوق. يوجد لكل 100 أنثى 92.6 ذكر، ويوجد لكل 100 أنثى في الثامنة عشر من عمرها فما فوق 90.3 ذكر.
بلغ متوسط دخل الأسرة في المدينة 34,077 دولارًا، أما متوسط دخل العائلة فبلغ 40,398 دولارًا. وكان متوسط دخل الذكور 26,604 دولارًا مقابل 23,510 دولارًا للإناث. وسجل دخل الفرد الخاص بالمدينة 23,197 دولارًا. وكانت نسبة 12.4% من العائلات ونسبة 16.7% من السكان تحت خط الفقر، وكان من هؤلاء نسبة 29.2% تحت سن الثامنة عشر ونسبة 7.7% في الخامسة والستين من العمر وما فوق.

### تعداد عام 2010
بلغ عدد سكان ساراسوتا 51,917 نسمة بحسب تعداد عام 2010، وبلغ عدد الأسر 23,142 أسرة وعدد العائلات 11,577 عائلة مقيمة في المدينة. في حين سجلت الكثافة السكانية 831.5 نسمة لكل كيلومتر مربع (2,153.6/ميل2). وبلغ عدد الوحدات السكنية 29,151 وحدة بمتوسط كثافة قدره 466.9 لكل كيلومتر مربع (1,209.3/ميل2).
وتوزع التركيب العرقي للمدينة بنسبة 75.41% من البيض و15.11% من الأمريكيين الأفارقة و0.43% من الأمريكيين الأصليين و1.33% من الأمريكيين ذوي الأصول الآسيوية و0.04% من سكان جزر المحيط الهادئ و5.34% من الأعراق الأخرى و2.34% من عرقين مختلطين أو أكثر و16.63% من الهسبانيون أو اللاتينيون من أي عرق.
بلغ عدد الأسر 23,142 أسرة كانت نسبة 20.7% منها لديها أطفال تحت سن الثامنة عشر تعيش معهم، وبلغت نسبة الأزواج القاطنين مع بعضهم البعض 32.9% من أصل المجموع الكلي للأسر، ونسبة 12.6% من الأسر كان لديها معيلات من الإناث دون وجود شريك، بينما كانت نسبة 4.5% من الأسر لديها معيلون من الذكور دون وجود شريكة وكانت نسبة 50% من غير العائلات. تألفت نسبة 40.2% من أصل جميع الأسر من عدة أفراد يعيشون في نفس المنزل ونسبة 17.8% كانت تتألف من شخص يعيش بمفرده يبلغ من العمر 65 عاماً أو أكثر. وبلغ متوسط حجم الأسرة المعيشية 2.09، أما متوسط حجم العائلات فبلغ 2.80.
بلغ العمر الوسطي للسكان 44.5 عاماً. وكانت نسبة 16.8% من القاطنين تحت سن الثامنة عشر، وكانت نسبة 10.7% بين الثامنة عشر والرابعة والعشرين عاماً، ونسبة 23.1% كانت واقعةً في الفئة العمرية ما بين الخامسة والعشرين والرابعة والأربعين عاماً، ونسبة 27% كانت ما بين الخامسة والأربعين والرابعة والستين، ونسبة 22.4% كانت ضمن فئة الخامسة والستين عاماً فما فوق. وتوزع التركيب الجنسي للسكان بنسبة 48.6% ذكور و51.4% إناث.

## المناخ
يظهر الجدول التالي التغييرات المناخية على مدار السنة لساراسوتا:
| البيانات المناخية لـساراسوتا      | البيانات المناخية لـساراسوتا | البيانات المناخية لـساراسوتا | البيانات المناخية لـساراسوتا | البيانات المناخية لـساراسوتا | البيانات المناخية لـساراسوتا | البيانات المناخية لـساراسوتا | البيانات المناخية لـساراسوتا | البيانات المناخية لـساراسوتا | البيانات المناخية لـساراسوتا | البيانات المناخية لـساراسوتا | البيانات المناخية لـساراسوتا | البيانات المناخية لـساراسوتا | البيانات المناخية لـساراسوتا |
| الشهر                             | يناير                        | فبراير                       | مارس                         | أبريل                        | مايو                         | يونيو                        | يوليو                        | أغسطس                        | سبتمبر                       | أكتوبر                       | نوفمبر                       | ديسمبر                       | المعدل السنوي                |
| --------------------------------- | ---------------------------- | ---------------------------- | ---------------------------- | ---------------------------- | ---------------------------- | ---------------------------- | ---------------------------- | ---------------------------- | ---------------------------- | ---------------------------- | ---------------------------- | ---------------------------- | ---------------------------- |
| الدرجة القصوى °ف (°م)             | 91 (33)                      | 90 (32)                      | 91 (33)                      | 96 (36)                      | 98 (37)                      | 100 (38)                     | 101 (38)                     | 101 (38)                     | 98 (37)                      | 99 (37)                      | 92 (33)                      | 90 (32)                      | 101 (38)                     |
| متوسط درجة الحرارة الكبرى °ف (°م) | 71.3 (21.8)                  | 73.2 (22.9)                  | 76.3 (24.6)                  | 81.2 (27.3)                  | 86.1 (30.1)                  | 88.8 (31.6)                  | 89.9 (32.2)                  | 90.2 (32.3)                  | 89.0 (31.7)                  | 84.7 (29.3)                  | 78.3 (25.7)                  | 73.7 (23.2)                  | 81.9 (27.7)                  |
| المتوسط اليومي °ف (°م)            | 61.9 (16.6)                  | 63.9 (17.7)                  | 67.1 (19.5)                  | 72.0 (22.2)                  | 77.3 (25.2)                  | 81.1 (27.3)                  | 82.5 (28.1)                  | 82.7 (28.2)                  | 81.4 (27.4)                  | 76.2 (24.6)                  | 68.9 (20.5)                  | 64.4 (18.0)                  | 73.3 (22.9)                  |
| متوسط درجة الحرارة الصغرى °ف (°م) | 52.4 (11.3)                  | 54.6 (12.6)                  | 57.9 (14.4)                  | 62.7 (17.1)                  | 68.4 (20.2)                  | 73.4 (23.0)                  | 75.0 (23.9)                  | 75.2 (24.0)                  | 73.8 (23.2)                  | 67.7 (19.8)                  | 59.5 (15.3)                  | 55.2 (12.9)                  | 64.1 (17.8)                  |
| الحد الأدنى المتوسط °ف (°م)       | 34.7 (1.5)                   | 37.4 (3.0)                   | 43.3 (6.3)                   | 49.6 (9.8)                   | 59.8 (15.4)                  | 68.5 (20.3)                  | 70.9 (21.6)                  | 71.8 (22.1)                  | 68.4 (20.2)                  | 54.9 (12.7)                  | 45.3 (7.4)                   | 39.0 (3.9)                   | 31.8 (−0.1)                  |
| أدنى درجة حرارة °ف (°م)           | 23 (−5)                      | 21 (−6)                      | 30 (−1)                      | 37 (3)                       | 45 (7)                       | 52 (11)                      | 62 (17)                      | 60 (16)                      | 58 (14)                      | 40 (4)                       | 27 (−3)                      | 20 (−7)                      | 20 (−7)                      |
| معدل هطول الأمطار إنش (مم)        | 2.49 (63)                    | 2.70 (69)                    | 3.86 (98)                    | 2.44 (62)                    | 2.21 (56)                    | 7.51 (191)                   | 7.98 (203)                   | 9.14 (232)                   | 7.10 (180)                   | 3.12 (79)                    | 1.93 (49)                    | 2.53 (64)                    | 53.01 (1٬346)                |
| المصدر: NOAA                      |                              |                              |                              |                              |                              |                              |                              |                              |                              |                              |                              |                              |                              |

## توأمة
لساراسوتا اتفاقيات توأمة مع كل من:
- بيربينيا (6 سبتمبر 1995 - )
- تريفيزو
- سانتو دومينغو
- هاميلتون
- ماردة
- ماردة [الإنجليزية]‏
- Perpignan Méditerranée Métropole [الإنجليزية]‏ (6 سبتمبر 1995 - )

## أعلام
- ستيفن روت
- موريس يونغ
- كارلا جوجينو
- اشلي ريكاردز
- شانلي كاسويل
- كريستين تشوبوك